# Daewoo

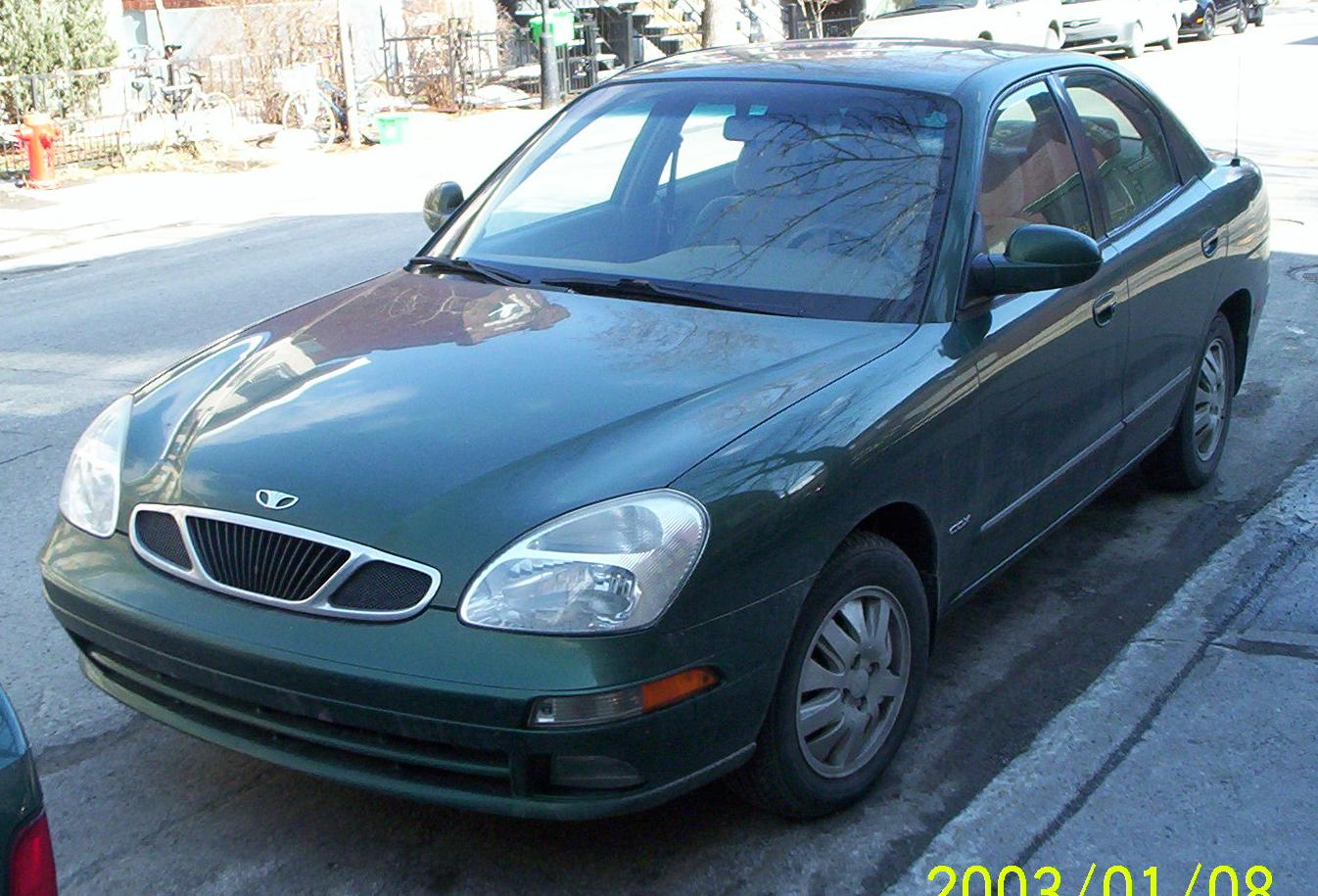
Mașina Daewoo Nubira

Grupul Daewoo a fost o companie sud-coreeană (Daewoo în coreeană înseamnă Marele Univers). A fost fondată pe data de 22 martie 1967 ca Daewoo Industrial și desființată de guvernul coreean în 1999. La acel moment din grup s-a desprins și compania de electronice Daewoo Electronics.

## Modele din Coreea de Sud
- Daewoo Lanos
- Daewoo Tacuma
- Daewoo Matiz
- Daewoo Espero
- Daewoo Kalos
- Daewoo Tosca
- Daewoo Tico
- Daewoo Damas
- Daewoo Leganza
- Daewoo Lacetti
- Daewoo Labo
- Daewoo Magnus
- Daewoo Royale
- Daewoo Maepsy
- Daewoo Prince
- Daewoo Lublin

## Modele din România
- Daewoo Damas
- Daewoo Tico
- Daewoo Matiz
- Daewoo Nexia
- Daewoo Cielo
- Daewoo Cielo EXECUTIVE
- Daewoo Nubira sedan și break
- Daewoo Nubira II sedan și break
- Daewoo Espero
- Daewoo Leganza
- Daewoo Tacuma

## Modele din Marea Britanie
- Daewoo Nubira
- Daewoo Lanos
- Daewoo Matiz
- Daewoo Nexia (Cielo) hatchback
- Daewoo Nexia (Cielo) sedan
- Daewoo Nexia EXECUTIVE (Cielo EXECUTIVE)
- Daewoo Nubira II sedan
- Daewoo Nubira II break
- Daewoo Nubira II hatchback
- Daewoo Bus